# Емір Родріґес Монеґал
Емір Родріґес Монеґал (ісп. Emir Rodríguez Monegal; 28 липня 1921 — 14 листопада 1985, Уругвай) — науковець, літературознавець і редактор латиноамериканської літератури, один із учасників Ґенерації '45.
З 1969 по 1985 був професором сучасної латиноамериканської літератури в Єльському університеті. Зазвичай його називають за другим прізвищем Емір Р. Монеґал або Монеґал (або іноді помилково Емір Родріґес-Монеґал).
Енциклопедія Британіка назвала Монеґала «одним із найвпливовіших латиноамериканських літературознавців 20 століття». Моґал є автором біографій Пабло Неруди та Хорхе Луїса Борхеса, брав участь у «бумі» латиноамериканської літератури 1960-х років як засновник та редактор впливового журналу «Mundo Nuevo» в 1966–1968.
Його пам'ятають як члена Ґенерації ' 45 — уругвайського інтелектуального та літературного руху, до якого належали: Карлос Маґґі, Мануель Флорес Мора, Анхель Рама, Ідея Віларіньо, Карлос Реаль де Азуа, Карлос Мартінес Морено, Маріо Арреґі, Маурісіо Мюллер, Хосе Педро Діас, Аманда Беренґер, Тола Інверніцці, Маріо Бенедетті, Іда Вітале, Лібер Фалько, Хуан Кунья, Хуан Карлос Онетті та ін.

## Життєпис

### Рання кар'єра (1921—1965)
Емір Родріґес Монеґал народився 28 липня 1921 року в місті Мело, Серро-Ларго, Уругвай.
Мав подвійне ім'я Родріґес Монеґал (в деяких текстах помилково згадувався як «Родріґес-Монеґал»), але його часто називали Р. Монеґал або просто Монеґал за іспанським звичаєм іменування через надмірну розповсюдженість першого прізвища.
З 1945 по 1957 (з 24 до 36 років) редагував щотижневик «Марча» в Монтевідео. Був одним із перших поціновувачів Борхеса, часто бачившись із ним та його родиною після 1945.
| | Другий випадок трапився в Монтевідео, місяцями пізніше. Лихоманка дона Педро та його агонія наштовхнули мені на ідею фантастичного оповідання в основі якого б лежала поразка під Мазоллером; Емір Родріґес Монеґал, якому я розповів цю ідею, написав мені вступ про полковника Діонісіо Табареса, що брав участь у цій кампанії. |
| — Хорхе Луїс Борхес, з твору «Інша смерть» (опубліковано в La Nación , 1949, зібрано в The Aleph, 1949) | |

У 1949 (28 років) Монеґал виграв стипендію від Британської Ради на річне навчання в Кембриджському університеті; пішов навчатися у Ф. Р. Левіса і завершив проєкт про Андреса Бельо. Протягом 1949–1955 (з 28 до 34 років) також був редактором літературного журналу «Numero» у Монтевідео. У 1952 подружився з Пабло Нерудою, який згодом поділився з ним своїми особистими документами для написання біографії про нього.
У 1956 (35 років) Монеґал здобув звання доктора філософії на Факультеті літератури Республіканського університету в Монтевідео за дослідження на тему "Andrés Bello y el Romanticismo hispanoamericano".

### Mundo Nuevo(1966—1968)
У 1966 (45 років) Монеґал заснував впливовий щомісячник «Mundo Nuevo» як проект, що спонсорувався Фундацією Форда. Видавався іспанською мовою в Парижі, але поширювався по всьому світу.
Монеґал керував ним із повним редакторським контролем до липня 1968, коли його звинуватили у фінансуванні видання ЦРУ, що врешті-решт призвело до його відставки.
«Mundo Nuevo» зробив свій внесок у явище 1960-х, яке в латиноамериканській літературі отримало назву «бум» і полягало в тому, що багато латиноамериканських письменників друкувалися за межами своєї батьківщини і отримували визнання критиків там.

### Єльський університет (1969—1985)
У 1969 (48 років) Монеґал був призначений професором сучасної латиноамериканської літератури в Єльському університеті.
З 1970 по 1973 (з 49 до 52 років) він був головою програми латиноамериканських студій та заступником голови Департаменту романських мов. У 1973–1976 (вік від 49 до 55) Монеґал був головою департаменту Іспанії та Португалії.
З 1969 по 1977 (у віці від 48 до 56 років), він був членом редколегії «Revista Iberoamericana» (Університет Піттсбурга) і з 1972 по 1977 (у віці з 51 до 56 років) — літредактором з огляду в Центрі міжамериканських відносин у Нью-Йорку.
Крім того, з 1975 по 1982 (з 54 до 61 років), Монеґал був запрошеним викладачем у семи університетах Бразилії, а також запрошеним професором в Університеті Південної Каліфорнії та Університеті Пітсбурга.
14 листопада 1985 (у віці 64 років) Монеґал помер у лікарні Єльського університету в Нью-Гейвені, штат Коннектикут, США. У нього залишилася дружина: Сельма Каласанс Родріґес де Родріґес; та троє дітей: Джорджина Родріґес Небот, Гоакін Родріґес Небот та Алехандро Родріґес Ґерона.

### Спадщина
- Його робота в «Mundo Nuevo» в 1966–1968, а також його книги та лекції вплинули на поширення латиноамериканської літератури, започаткувавши кар'єру таких письменників, як Ґільєрмо Кабрера Інфанте, Северо Сардуй та Мануель Пуїг, сприяючи інтернаціоналізації таких письменників, як Ґабріель Ґарсія Маркес, Карлос Фуентес та Маріо Варґас Льоса.
- Його стаття у квітні 1968 "Nota sobre Biorges" (повторно використана у розділі «Borges» 1970) ввела поняття «Biorges».
- Складена ним біографія 1966 його друга Пабло Неруди, який надав йому свої особисті документи, залишається ключовою книгою з цієї теми. Це ж стосується біографії іншого його друга Хорхе Луїса Борхеса (1978).

### Книги
- 1950: José Enrique Rodó en el Novecientos («Хосе Енріке Родо у 20-му сторіччі»)
- 1956: El juicio de los parricidas. La nueva generación argentina y sus maestros. («Суд над парцидами. Нове аргентинське покоління та його господарі», Дослідження звільнення Борхеса, Маллеа та Мартінеса Естради в Аргентині)
- 1961: Las raíces de Horacio Quiroga («Коріння Орасіо Кіроґи»)
- 1961: Narradores de esta América («Оповідачі цієї Америки», сімнадцять нарисів про видатних письменників художньої літератури сучасної латиноамериканської літератури)
  - Expanded to thirty-four writers in two volumes (1969 and 1974)
- 1963: Eduardo Acevedo Díaz. Dos versiones de un mismo tema. («Едуардо Асеведо Діас. Дві версії однієї теми.»)
- 1964: Ingmar Bergman. Un dramaturgo cinematográfico. (з Гомеро Альсіною Тевенет, Інгмар Бергман.
- 1966: El viajero inmóvil: Introducción a Pablo Neruda
  - Neruda, le voyageur immobile (1973, французькою)
- 1967: Genio y figura de Horacio Quiroga («Геній і характер Орасіо Кіроґи»)
- 1968: El desterrado: Vida y obra de Horacio Quiroga («Заслання: життя і діяльність Орасіо Кіроґи»)
- 1969: El otro Andrés Bello
- 1970: Borgès par lui même (французькою, «Борхес сам по собі»)
  - Borges por él mismo (1979, іспанською)
  - Μπόρχες (Borches, 1987, грецькою)
- 1976: Borges: Hacia una lectura poética
  - Borges, uma poética da leitura (1980, португальською)
- 1978: Jorge Luis Borges: A Literary Biography
  - Borges : una biografia letteraria (1982, італійською)
  - Jorge Luis Borges: biographie littéraire (1983, французькою)
  - Jorge Luis Borges: una biografía literaria (1985, іспанською)

### Статті
Вибрані серед понад 330 статей та нотаток:
- 1955: "Borges: Teoría y práctica", Número 27
  - Продовження: Narradores de esta América, Tomo 1 (1969)
- 1968: "Nota sobre Biorges", Mundo Nuevo 22
- 1972: "Borges: the Reader as Writer", TriQuarterly 25
- 1974: «Borges, Jorge Luis», Encyclopædia Britannica, Macropædia Vol. 3
- 1974: «Borges, a Reader», diacritics 4
- 1975: "Realismo mágico versus literatura fantástica: Un diálogo de sordos", Yates, A. Donald, ed. (1975) Otros Mundos, Otros Fuegos. Fantasía y realismo mágico en Iberoamérica.
- 1976: "Borges: Una Teoría de la Literatura Fantástica", в Revista Iberoamericana 42
- 1985: "Borges y Derrida: boticarios", Maldoror 21
  - «Borges and Derrida. Apothecaries», Aizenberg, Edna, ed. (1990). Borges and His Successors. The Borgian Impact on Literature and the Arts.

### Редакції
- 1950: La literatura uruguaya del Novecientos
- 1957: José Enrique Rodó. Obras completas
- 1963: José Enrique Rodó: Páginas
- 1966: El cuento uruguayo
- 1966: Juan Carlos Onetti: Los rostros del amor
- 1968: El arte de narrar
- 1970: Juan Carlos Onetti. Novelas y cuentos completos.
- 1977: The Borzoi Anthology of Latin American Literature, 2 томи
- 1979: Maestros hispánicos del siglo veinte
- 1980: Pablo Neruda
- 1981: Borges: A Reader
  - Borges: Ficcionario (1984)